# Внутрішнє тертя в кристалах
Внутрішнє тертя в кристалах як один із проявів непружної поведінки кристалічних матеріалів в зоні пружної деформації полягає у незворотньому розсіюванні частини механічної енергії під час деформування.

Діаграма деформації в зоні пружності

В ідеально пружному матеріалі зміна прикладеного навантаження викликає миттєву деформацію, тому лінії навантаження і розвантаження на діаграмі деформації співпадають (рисунок, крива 1). Це означає, що енергія витрачена на навантаження, буде повністю виділятися при розвантаженні, оскільки питома робота деформації a дорівнює площі під лінією деформації. Отже, при чисто пружному деформуванні не відбувається розсіювання (дисипації) енергії. В реальних матеріалах деформація відстає на певний час від зміни навантаження. Ця затримка може бути зумовлена різноманітними процесами теплової, магнітної чи атомної перебудови, які проходять під впливом зміни навантаження. Унаслідок цього порушується прямолінійна залежність між наватаженням і деформацією, а на кривій деформації виникає петля гістерезису (рисунок, крива 2), що свідчить про незворотнє розсіювання енергії — частина механічної енергії перетворюється в теплову. Величина енергії, розсіяної за один цикл навантаження-розвантаження дорівнює площі петлі гістерезису.
Явище відхилення від прямолінійної залежності між навантаженням і деформацією в пружній зоні називають непружністю, а здатність матеріалу під час пружного деформування незворотно розсіювати частину механічної енергії називають внутрішнім тертям (за аналогією із зовнішнім тертям, яке також перетворює частину механічної енергії в теплову).
Формально непружну поведінку твердого тіла можна розглядати як результат наявності двох складників деформації εзаг:
εзаг=εпр+εнпр,
де εпр — пружний складник, який виникає миттєво зі зміною навантаження (зі швидкістю поширення пружної хвилі), εнпр — непружний складник, рівноважне значення якого досягається за час перебігу внутрішньої перебудови під дією навантаження.
За своїм виявом внутрішнє тертя може мати релаксаційний, резонансний чи гістерезисний характер. Внутрішнє тертя спричиняють різні механізми, які проявляються з різною інтенсивністю за різних умов навантаження (частоти, амплітуди, температури). Головну роль в процесах внутрішньої перебудови відіграють дефекти кристалічної будови: точкові (міжвузлові атоми, вакансії), лінійні (дислокації), поверхневі (границі зерен, двійників). Добре вивченим механізмом внутрішнього тертя є ефект Снука, зумовлений локальним упорядкуванням атомів.